# Église du Sacré-Cœur et Notre-Dame-de-Lourdes
L'église du Sacré-Cœur et  Notre-Dame de Lourdes est située sur les hauteurs de Liège dans le quartier de Cointe. Elle fait partie du Mémorial Interallié.
Elle est souvent qualifiée de basilique mais elle n'a jamais reçu ce titre. Cette confusion populaire est certainement due à son caractère imposant et à son style inhabituel.

## Historique
Après la Première Guerre mondiale, Liège est choisie comme lieu pour l'édification d'un Mémorial Interallié. Les plans de l'architecte Joseph Smolderen sont retenus et les travaux débutent en 1928. La construction prend fin en 1936 et l'église est bénie et consacrée la même année.
L'église est désacralisée en 2010 et classée au patrimoine wallon en 2011. Depuis mai 2011, elle est à vendre.

## Trésors
L'église abrite des trésors dont les statues de deux saints : saint Maur et saint Mort qui est le Saint Honoré à Cointe.

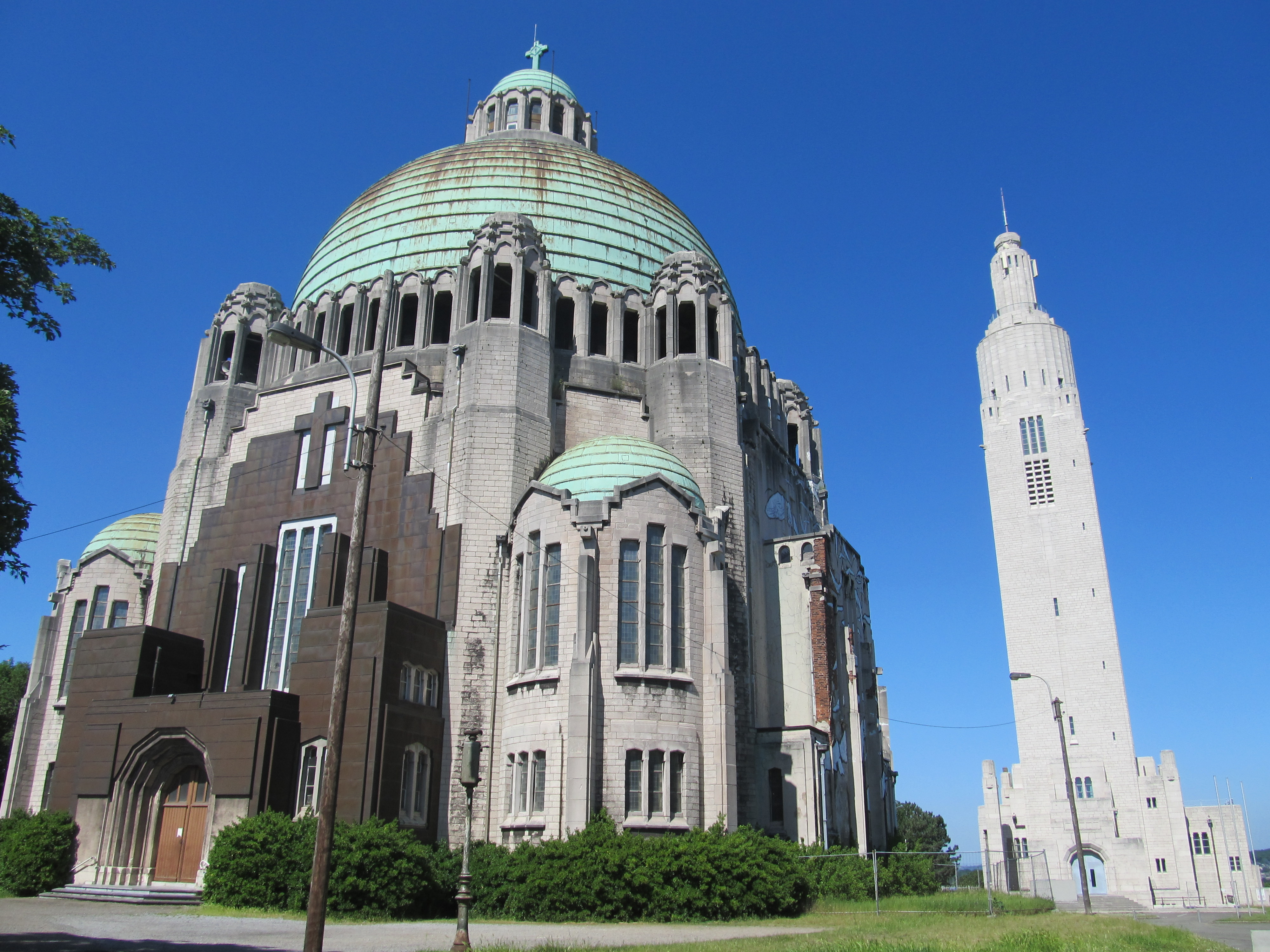
L'église du Sacré-Cœur et le mémorial